# Sverker R. Ek
Sverker Rolf Ek, född den 19 januari 1930 i Göteborg, död 3 oktober 2019 i Umeå, var en svensk professor i litteraturvetenskap med drama-teater-film vid Umeå universitet.
Sverker R. Ek var son till litteraturhistorikern Sverker Ek och fil. mag. Ingrid Häggström och halvbror till journalisten, förlagsredaktören Birgitta Ek och skådespelaren Anders Ek. Han var från 1955 gift med fil. mag. Marianne Ek.
Han disputerade vid Uppsala universitet 1964 och blev samma år docent. Utnämnd universitetslektor vid Umeå universitet 1968 och professor vid samma universitet 1985. Han valdes till Humanistiska fakultetens förste dekanus för åren 1968–1970.
Ek verkade som litteratur- och teaterhistoriker med skrifter om bland andra Hjalmar Bergman, Alf Sjöberg, Gunnar Ekelöf, Peter Weiss, Göteborgs stadsteater och Marionetteatern i Stockholm. Han var forskningsledare för forskningsprojekten "Dramatik på svenska scener 1910–1975" och "Dramaten 200 år". Faktaexpert för området "Drama och teater" i Nationalencyklopedin samt medlem av ledningsgruppen för Ny svensk teaterhistoria. Tillsammans med Kerstin Dahlbäck har han publicerat och kommenterat del I och II av en utgåva av Hjalmar Bergmans samlade brev. Tillsammans med Marianne Ek har han digitalt publicerat och kommenterat Hjalmar Bergman: korrespondenser 1900–1930.
Ek var sedan 1988 medlem av Kungliga Skytteanska Samfundet. Han är gravsatt i askgravlunden på Norra kyrkogården på Sandbacka i Umeå.